# Du bist kein Werwolf – Über Leben in der Pubertät
Du bist kein Werwolf – Über Leben in der Pubertät ist eine deutsche Fernsehsendung des WDR. Das 25-minütige moderierte Wissensmagazin wird in regelmäßigen Abständen ausgestrahlt und soll vor allem Jugendliche ansprechen. Moderatoren sind Christine Henning und Ralph Caspers.

## Sendungskonzept
In jeder einzelnen Sendung werden Probleme in der Pubertät bei Jugendlichen angesprochen. Mit einiger Fachkenntnis und Humor erklären die zwei Moderatoren, warum und wie sich der menschliche Körper beim Erwachsenwerden verändert und geben Ratschläge, Tipps und Antworten auf gelegentlich vermeintlich peinliche Fragen, mit denen sich die Jugendlichen in der Pubertät auseinandersetzen müssen.
Die Erstausstrahlung fand am 18. April 2011 im KiKA statt.

## Episoden

### Staffel 1
- 1. Bare Größe
- 2. Längster Vollmond des Lebens
- 3. Trauen und Treue
- 4. Dr. Außen und Dr. Innen
- 5. Haarige Angelegenheiten
- 6. Zwischentöne
- 7. Partyzeit
- 8. Unter die Haut
- 9. Besondere Entwicklungen

### Staffel 2
- 10. Kommen und gehen
- 11. Flirten, fluchen, Flüssigkeiten
- 12. Groß und größer
- 13. Die großen K
- 14. Geschenkt!
- 15. Mit Fett und Haaren

### Staffel 3
- 16. Alle machen es
- 17. Fingerübung
- 18. Ohne Berührungsängste
- 19. Geschmacksfragen
- 20. Einmal ist immer das erste Mal
- 21. Nacktschnecken

### Staffel 4
- 22. Hallo, bonjour, salut!
- 23. Mit feuchten Grüßen
- 24. I love you but I’ve chosen IT
- 25. Kein Grund sich zu schämen
- 26. Tanz, als würde keiner zusehen